# Raoua Tlili
Raoua Tlili (in arabo روعة التليلي‎?; Gafsa, 5 ottobre 1989) è un'atleta paralimpica tunisina specializzata nel getto del peso e nel lancio del disco e appartenente alla categoria F41.

## Biografia
Ha iniziato a praticare l'atletica leggera paralimpica all'età di sedici anni con la classificazione F40, relativa agli atleti di bassa statura (inferiore ai 125 cm), passata alla F41 (statura inferiore ai 137 cm) nel 2013.
Ha indossato per la prima volta la maglia della nazionale tunisina nel 2006, quando ha partecipato ai campionati del mondo di atletica leggera paralimpica di Assen, dove ha conquistato la medaglia di bronzo nel lancio del disco F40 e il quarto posto nel getto del peso F40.
Nel 2008 ha vinto la medaglia d'oro nel getto del peso F40 e quella d'argento nel lancio del disco F40 ai Giochi paralimpici di Pechino, così come ai campionati mondiali paralimpici di Christchurch 2011 e ai Giochi paralimpici di Londra 2012, dove ha fatto registrare il nuovo record mondiale paralimpico nel getto del peso F40 (9,86 m).
Ai mondiali paralimpici di Lione 2013 si è diplomata campionessa mondiale del getto del peso F41, risultato replicato anche ai mondiali di Doha 2015, dove ha anche conquistato la medaglia d'oro nel lancio del disco F41 con tanto di record mondiale paralimpico, portato a 29,70 m.
Nel 2016 ha conquistato due medaglie d'oro ai Giochi paralimpici di Rio de Janeiro nel getto del peso e lancio del disco F41: in quest'ultima specialità ha nuovamente migliorato il record del mondo scagliando l'attrezzo a 33,38 m.
Ai campionati mondiali di atletica leggera paralimpica di Londra 2017 ha portato a casa due medaglie d'oro nel getto del peso e lancio del disco F41, così come ai mondiali paralimpici di Dubai 2019: in tutti e quattro i casi ha stabilito il record dei campionati.
Nel 2021 ha preso parte ai Giochi paralimpici di Tokyo, dove ha conquistato la medaglia d'oro nel getto del peso F41 con la misura di 10,55 m, nuovo record mondiale paralimpico. A Parigi 2024 si conferma oro paralimpico nel getto del peso e nel lancio del disco.

## Record nazionali
- Getto del peso F41: 10,55 m  ( Tokyo, 27 agosto 2021)
- Lancio del disco F41: 37,91 m  ( Tokyo, 15 settembre 2021)

## Palmarès
| Anno | Manifestazione       | Sede           | Evento               | Risultato | Prestazione | Note                                     |
| ---- | -------------------- | -------------- | -------------------- | --------- | ----------- | ---------------------------------------- |
| 2006 | Mondiali paralimpici | Assen          | Getto del peso F40   | 4ª        | 6,73 m      |                                          |
| 2006 | Mondiali paralimpici | Assen          | Lancio del disco F40 | Bronzo    | 21,90 m     |                                          |
| 2008 | Giochi paralimpici   | Pechino        | Getto del peso F40   | Oro       | 8,95 m      |                                          |
| 2008 | Giochi paralimpici   | Pechino        | Lancio del disco F40 | Argento   | 27,61 m     |                                          |
| 2011 | Mondiali paralimpici | Christchurch   | Getto del peso F40   | Oro       | 9,23 m      | Record dei campionati                    |
| 2011 | Mondiali paralimpici | Christchurch   | Lancio del disco F40 | Argento   | 28,55 m     |                                          |
| 2012 | Giochi paralimpici   | Londra         | Getto del peso F40   | Oro       | 9,86 m      | Record mondiale                          |
| 2012 | Giochi paralimpici   | Londra         | Lancio del disco F40 | Argento   | 31,16 m     | Miglior prestazione personale            |
| 2013 | Mondiali paralimpici | Lione          | Lancio del disco F41 | Oro       | 27,84 m     |                                          |
| 2015 | Mondiali paralimpici | Doha           | Getto del peso F41   | Oro       | 9,78 m      | Miglior prestazione personale stagionale |
| 2015 | Mondiali paralimpici | Doha           | Lancio del disco F41 | Oro       | 29,70 m     | Record mondiale                          |
| 2016 | Giochi paralimpici   | Rio de Janeiro | Getto del peso F41   | Oro       | 10,19 m     |                                          |
| 2016 | Giochi paralimpici   | Rio de Janeiro | Lancio del disco F41 | Oro       | 33,38 m     | Record mondiale                          |
| 2017 | Mondiali paralimpici | Londra         | Getto del peso F41   | Oro       | 10,04 m     | Record dei campionati                    |
| 2017 | Mondiali paralimpici | Londra         | Lancio del disco F41 | Oro       | 32,29 m     | Record dei campionati                    |
| 2019 | Mondiali paralimpici | Dubai          | Getto del peso F41   | Oro       | 10,33 m     | Record dei campionati                    |
| 2019 | Mondiali paralimpici | Dubai          | Lancio del disco F41 | Oro       | 34,48 m     | Record dei campionati                    |
| 2021 | Giochi paralimpici   | Tokyo          | Lancio del disco F41 | Oro       | 37,91 m     | Record mondiale                          |
| 2021 | Giochi paralimpici   | Tokyo          | Getto del peso F41   | Oro       | 10,55 m     | Record mondiale                          |
| 2023 | Mondiali paralimpici | Parigi         | Lancio del disco F41 | Oro       | 37,00 m     | Record dei campionati                    |
| 2023 | Mondiali paralimpici | Parigi         | Getto del peso F41   | Oro       | 10,15 m     |                                          |
| 2024 | Mondiali paralimpici | Kōbe           | Lancio del disco F41 | Argento   | 34,94 m     |                                          |
| 2024 | Mondiali paralimpici | Kōbe           | Getto del peso F41   | Oro       | 10,15 m     |                                          |
| 2024 | Giochi paralimpici   | Parigi         | Lancio del disco F41 | Oro       | 36,55 m     |                                          |
| 2024 | Giochi paralimpici   | Parigi         | Getto del peso F41   | Oro       | 10,40 m     |                                          |